# (4946) Askalaphus
(4946) Askalaphus ist ein Asteroid aus der Gruppe der Jupiter-Trojaner. Damit werden Asteroiden bezeichnet, die auf den Lagrange-Punkten auf der Bahn des Jupiter um die Sonne laufen. (4946) Askalaphus wurde am 21. Januar 1988 von den US-amerikanischen Astronomen Carolyn und Eugene Shoemaker entdeckt. Er ist dem Lagrangepunkt L4 zugeordnet. 
Der Asteroid ist nach der mythologischen Person Askalaphus benannt, die im Zusammenhang mit dem Trojanischen Krieg steht. 